# Zilvertelluride
Zilvertelluride (Ag2Te) is een chemische verbinding van zilver en telluur, de stof is ook bekend onder de namen dizilvertelluride of zilver(I)telluride. De stof vormt zwarte monokliene kristallen. Bij een algemener verstaan van de naam wordt onder zilvertelluride soms ook AgTe (zilver(II)telluride, een metastabiele verbinding) of Ag5Te3 verstaan.
Zilver(I)telluride komt voor als het mineraal hessiet; Zilver(II)telluride is bekend onder de naam empressiet.
Zilvertelluride is een semiconductor die gedoped kan worden met zowel n-type als p-type. Stoichiometrisch Ag2Te heeft een n-type geleidbaarheid. Bij verwarmen verliest de verbinding zilver.
In niet-stoichiometrisch zilvertelluride (te veel of juist te weinig zilver in verhouding tot de hoeveelheid telluur) zijn buitengewone magnetische eigenschappen aangetoond.

## Vergelijkbare verbindingen
- Zilversulfide
- Zilverselenide